# Herakleios (Sohn Konstans’ II.)

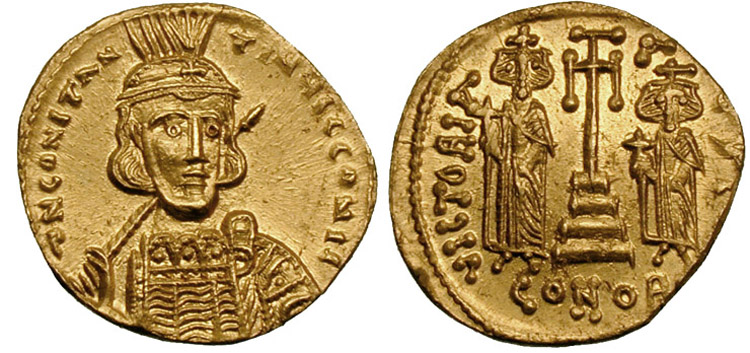
Solidus Konstantins IV. mit seinen Brüdern und Mitkaisern Herakleios (links) und Tiberios auf dem Revers

Herakleios (mittelgriechisch Ἡράκλειος, lateinisch Heraclius; * um 655 wohl in Konstantinopel; † nach 681) war von 659 bis 681 Mitkaiser des Byzantinischen Reiches.

## Leben
Herakleios war der zweite Sohn des Kaisers Konstans II. und wahrscheinlich der Fausta. Zusammen mit seinem jüngeren Bruder Tiberios avancierte er 659 zum Mitkaiser; sein älterer Bruder Konstantin IV. hatte bereits fünf Jahre zuvor den Rang eines Basileus erhalten. Als Konstans II. ihn 663 zusammen mit seinen Brüdern und ihrer Mutter nach Syrakus nachkommen lassen wollte, wurde dies von den Einwohnern Konstantinopels verhindert.
Herakleios und Tiberios blieben auch unter Konstantin IV. als Mitkaiser in Amt und Würden, bis sie 681 aus unklaren Gründen, vermutlich im Zusammenhang mit dem Dritten Konzil von Konstantinopel, abgesetzt wurden. Konstantin IV. ließ ihnen die Nasen abschneiden, um sie nach damaligem Brauch für die Kaiserwürde zu disqualifizieren und so seine Alleinherrschaft und die Thronfolge seines Sohnes Justinian II. zu sichern (den 695 dasselbe Schicksal ereilte).